# Луна (филм, 2009)
Вижте пояснителната страница за други значения на Луна.
„Луна“ (на английски: Moon) е британски научнофантастичен драматичен филм за самотен служител на Луната, който изживява лична криза към края на 3-годишния си престой. Това е дебютният филм на режисьора Дънкан Джоунс. Сам Рокуел играе ролята на служителя, а Кевин Спейси озвучава неговия робот. Премиерата на филма е филмовия фестивал „Сънденс“ през 2009 и е прожектиран в отделни салони в Ню Йорк и Лос Анджелис на 12 юни 2009. Допълнителни прожекции са проведени в салони на САЩ и в Торонто на 3 и 10 юли и редовни прожекции са започнати в Канада, Обединеното Кралство и Ирландия на 17 юли.

## Сюжет
Сам Бел (Сам Рокуел) е служител към корейската компания Лунар Индъстриз за извличане на хелий 3 от лунната почва като източник на енергия на Земята. Той работи по три-годишен договор в лунната база Саранг (което означава „любов“ на корейски), като единствената му компания е роботът ГЪРТИ (озвучен от Кевин Спейси); повреда в комуникациите позволява само редки предварително записани трансмисии към и от Земята, като например видео съобщение до съпругата му Тес и тяхната три-годишна дъщеря Ив. Две седмици преди да завърши мисията, Сам започва да халюцинира, виждайки за кратко младо момиче на станцията. По време на рутинно пътуване с лунно бъги за прибиране на хелий 3 от събиращата машина той вижда същото момиче стоящо на лунната повърхност. Разсеян от видението той блъсва бъгито в събиращата машина.
Сам се събужда лазарета и ГЪРТИ му казва, че той се възстановява от нараняванията си, получени при инцидента. Земната база го информира, че е пратен спасителен екип за да поправи събиращата машина и да го прибере у дома. Той става подозрителен след като подслушва комуникация в реално време между ГЪРТИ и централата на Лунар Индъстриз и симулира метеоритен сблъсък за да намери повод да убеди ГЪРТИ да пренебрегне заповедите и да го допусне навън да поправи щетите. Вместо това обаче той отива при събиращата машина, където намира член на екипажа в лошо състояние в разбитото бъги – някой, който изглежда кето него и също твърди, че е Сам Бел.
Двамата Сам се борят да осмислят съвместното си съществуване, всеки един мислейки другия за клонинг. Състоянието на първия Сам рязко се влошава физически и емоционално. Вторият Сам е в по-добра форма, но е по-неопитен и по-гневен. ГЪРТИ избягва въпросите им и след като не намират отговори на въпросите си в базата те излизат навън, при което намират група антени, заглушаващи директната комуникация със Земята. Пръвият Сам е в лошо здравословно състояние и се връща в базата, с помощта на ГЪРТИ той открива видео-дневниците на предишните Сам Белкин – работещи, разболяващи се, отивайки в хиберниращата машина за да се върнат у дома и бивайки изгаряни. С по-доброто разбиране на природата на неговото съществуване той изследва камерата на смъртта и открива скрита зала под нея. Двамата Сам я изследват и откриват съществуването на други клонинги. Първият Сам излиза с бъги извън обхвата на заглушителите и осъществява връзка с дома на Бел. Той говори с Ив, която е вече на 15 години и е момичето, което той е халюцинирал по-рано. Той научава, че Тес е починала преди няколко години и че истинският Сам Бел е жив на Земята.
Само с няколко часа до пристигането на „спасителния“ екип, двамата осъзнават, че ако бъдат открити заедно и двамата ще бъдат убити. Вторият Сам осъществява план да изстреля първият Сам обратно на Земята в совалката за доставка на хелий, активирайки друг клонинг да заеме мястото на първия в повреденото бъги. Преди да изпълнят плана, първият Сам осъзнава, че умира и настоява вторият Сам да избяга, а той да се върне в бъгито да умре. За да прикрият съществуването на втория Сам, ГЪРТИ разрешава на Сам да изтрие паметта му и да го рестартира. След като препрограмира събиращите хелий машини да се блъснат в заглушаващите устройства, вторият Сам избягва с капсулата за хелий, която първият Сам вижда в последните си мигове. С разрушените заглушители компютърът на базата успява да осъществи директна връзка със Земята. Когато вторият Сам наближава Земята, гласове зад кадър обясняват за започнато дело срещу ръководителите на Лунар Индъстриз за престъпления срещу човечеството.

## Награди и номинации
| Награда          | Категория                                           | Номиниран(и)                                 | Резултат  |
| ---------------- | --------------------------------------------------- | -------------------------------------------- | --------- |
| Награда на БАФТА | Дебют на британски режисьор, сценарист или режисьор | Дънкан Джоунс                                | награда   |
| Награда на БАФТА | Най-добър британски филм                            | Най-добър британски филм                     | номинация |
| Сатурн           | Най-добър научнофантастичен филм                    | Най-добър научнофантастичен филм             | номинация |
| Сатурн           | Най-добър актьор                                    | Сам Рокуел                                   | номинация |
| Награда „Хюго“   | Най-добро сценично представяне (дълга форма)        | Най-добро сценично представяне (дълга форма) | награда   |